# إليزابيث كامبل فيشر كلاي
إليزابيث كامبل فيشر كلاي (بالإنجليزية: Elizabeth Campbell Fisher Clay) هي فنانة أمريكية، ولدت في 2 أبريل 1871 في ديدام في الولايات المتحدة، وتوفيت في 29 يونيو 1959 في فيلادلفيا في الولايات المتحدة.